# Abdij van Le Thoronet

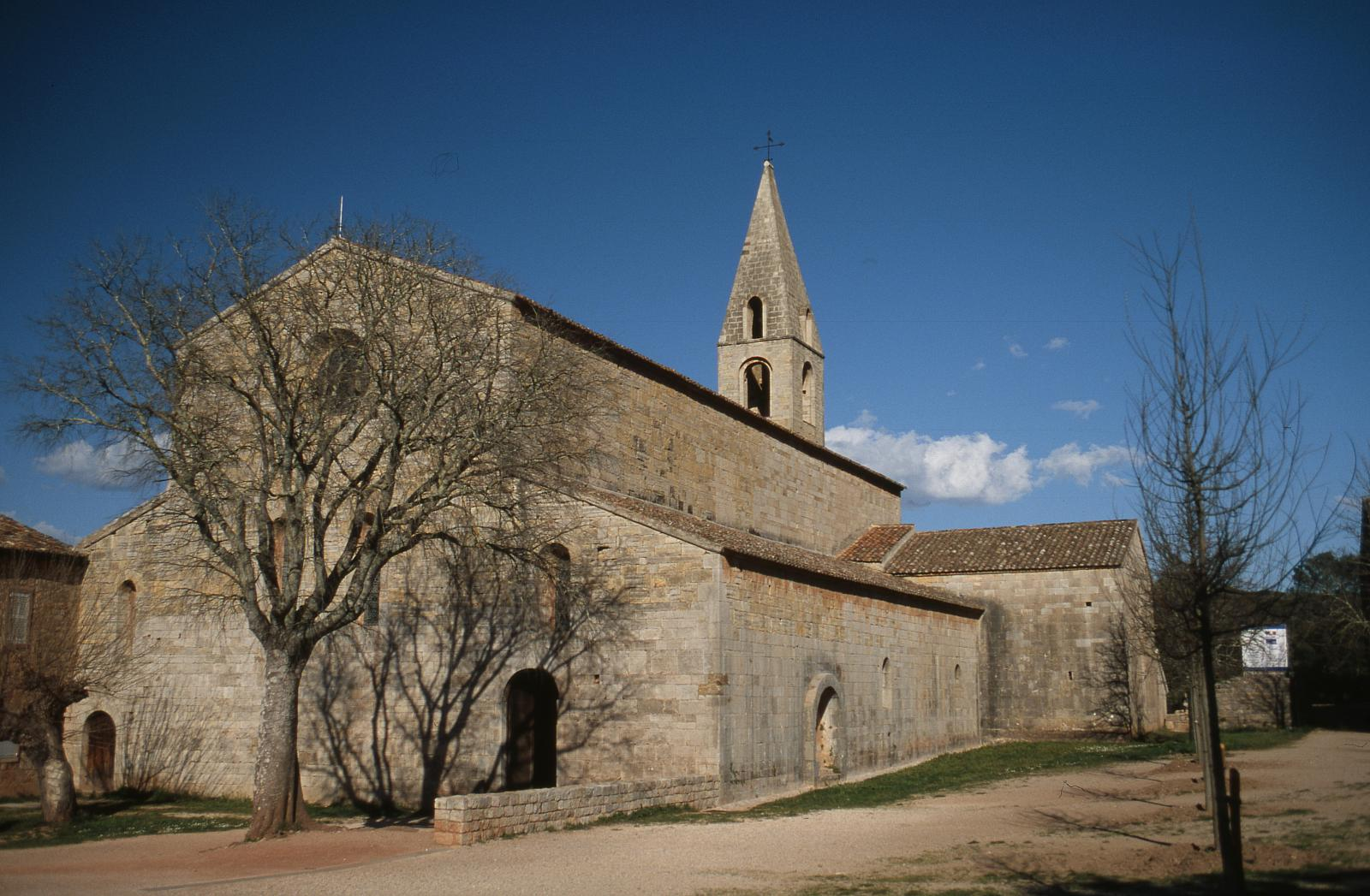
Abdij van Le Thoronet

De Abdij van Le Thoronet is een voormalige cisterciënzerabdij in de Franse Provence. De abdij is de oudste van de drie ‘cisterciënzerzusters’ in de Provence (de andere twee zijn de Abdij van Sénanque en de Abdij van Silvacane).

## Situering

Plan van de abdij
1. kloosterkerk, 2. graftombe in muur, 3. Sacristij, 4. armarium, 5. kapittelzaal, 6. passage, 7. trap naar slaapzaal, 8. kloostertuin, 9. lavabo, 10. kelder, 11. courette, 12. zaal voor de lekebroeders

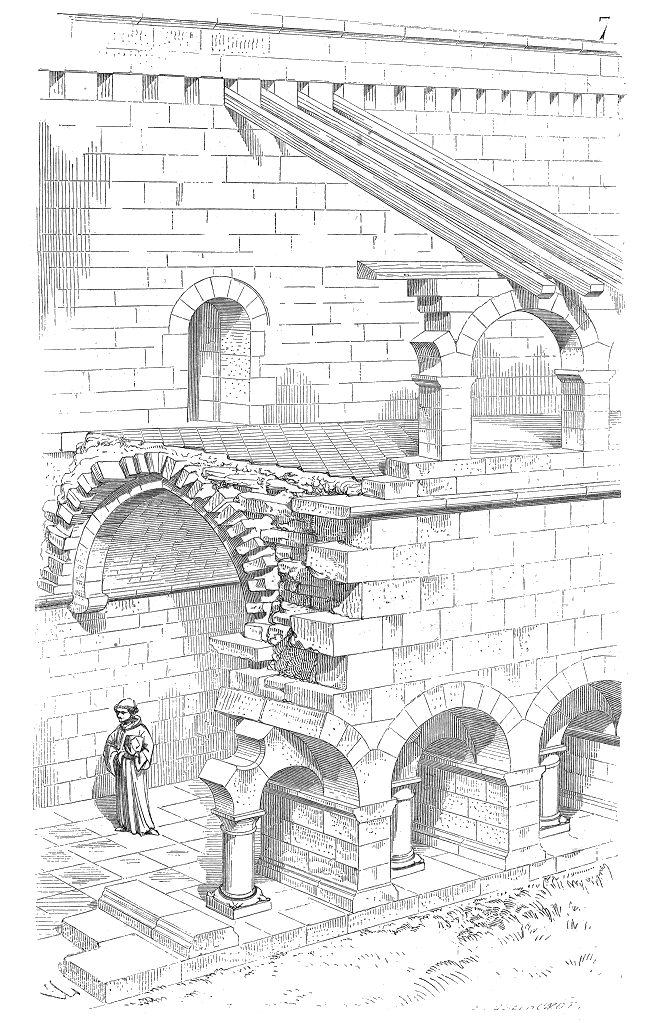
Opbouw van de kloostergang

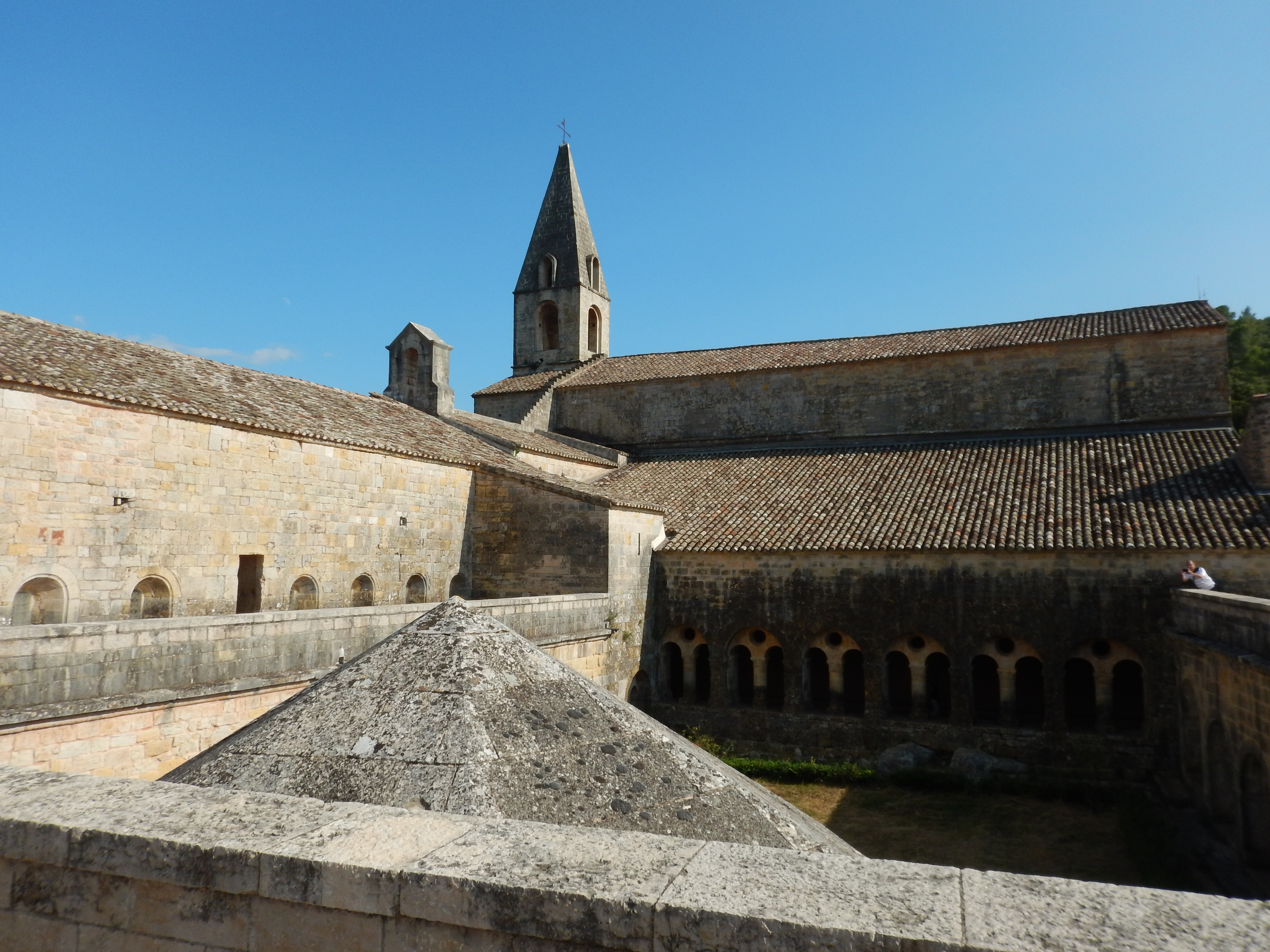
Abdij van Le Thoronet

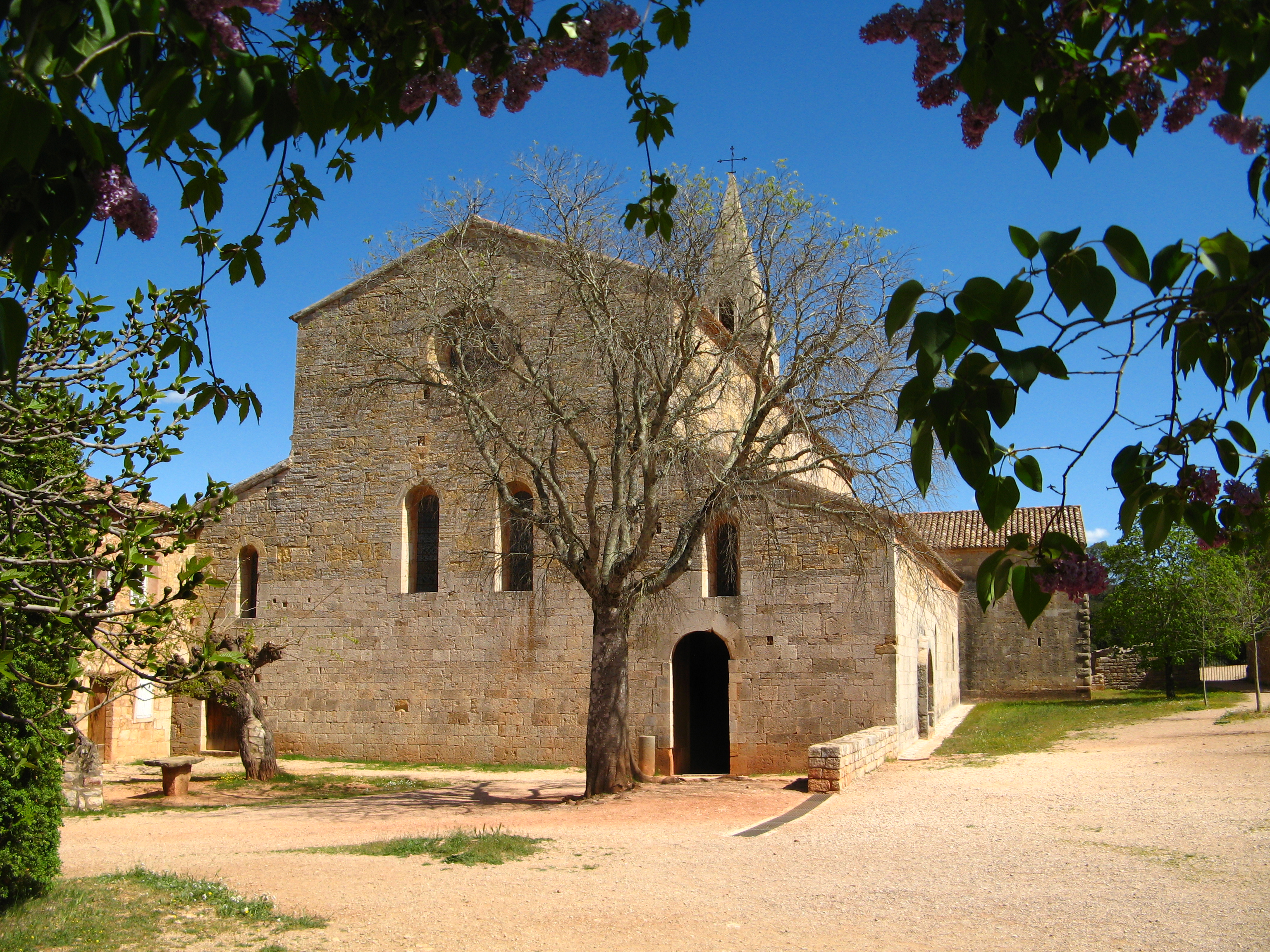
Abdijkerk (1180)

De abdij ligt op 4,5 kilometer ten westen van het dorp Le Thoronet en 22 kilometer ten zuidwesten van Draguignan in het departement Var in Frankrijk. De abdij ligt in het bos van la Darboussière. Ze is gesticht in 1146 door monniken van het klooster Notre-Dame-de-Florièges, dat vlak bij Tourtour lag en dat zelf in 1136 was gesticht. Op verzoek van Raymond Berenguer verplaatsten de monniken hun klooster naar het toen geïsoleerd gelegen dal bij Le Thoronet. Door de relatief afgelegen ligging is het klooster goed behouden gebleven.

## Geschiedenis
Reeds enkele jaren na de stichting was de abdij vermogend genoeg (dankzij schenkingen) om met de bouw van de kerk te beginnen. De bouw vond plaats tussen 1160 en 1180. In het begin van de 13e eeuw telde het klooster 20 monniken en enkele tientallen lekenbroeders. Dat is tevens het begin van een bloeiperiode van een eeuw. Daarna trad er verval in. Tijdens de godsdienstoorlogen in de 16e eeuw raakte het kloostercomplex onbewoond en daarna functioneerde het wel weer als klooster, maar de Cisterciënzerorde had haar politieke en economische macht in dit deel van Frankrijk verloren. Aan het einde van de 17e eeuw zijn er verschillende meldingen van ernstige schade aan de gebouwen door achterstallig onderhoud. In 1790 woonden er nog zeven monniken in armoedige omstandigheden die een jaar later de abdij verlieten. Na de Franse Revolutie werd het klooster verkocht en kreeg het een agrarische functie. Dankzij de bemoeienis van Prosper Mérimée kocht de staat het klooster in 1854. In 1873 kon de restauratie beginnen onder leiding van de architect Henri Antoine Révoil, Architecte en Chef des Monuments Historiques, die onder andere ook de restauratie van de Abdij van Silvacane leidde.
Sinds 1920 wordt het klooster bedreigd door verstoringen in het geohydrologische systeem van het gebied. Deze verstoringen zijn het gevolg van de bauxietwinning in het Massief van Darboussières. Dit leidde tot scheurvorming in de muren van het gebouwencomplex.

## Architectuur

### Beschrijving
Vrij algemeen wordt de kerk met de aangrenzende kloostergang beschouwd als een hoogtepunt van de romaanse architectuur in de Provence. De kerk is opgetrokken uit blokken steen met een droge voeg, een werkwijze die slechts mogelijk is wanneer met een uiterste precisie gewerkt kan worden. De vlakken van de bouwstenen moeten immers perfect passen, want de tussenliggende voeg bestaat uit dunne lijm. De kerk heeft een spitsbogig tongewelf. Het dwarsschip kent zeer bescheiden afmetingen en daarom is het tongewelf boven de viering doorgezet. De viering vertoont aan weerszijden hogere wandbogen dan in de rest van het middenschip. Achter de viering bevindt zich een lage, halfronde apsis met een voortravee. De zijbeuken zijn voorzien van een tongewelf. De kerk heeft een rechthoekige klokkentoren met spits.
De kloostergang, gelegen aan de noordzijde van de kerk, heeft een trapeziumachtige grondvorm met relatief lange zijden van ongeveer 37 meter. De kloostergang is voorzien van een tongewelf. In de kloosterhof staat een zeshoekig bronhuisje met daarin een stenen fontein. Aan de oostzijde van de kloostergang liggen de belangrijkste kloostervertrekken, zoals de slaapzaal en de kapittelzaal. De laatste heeft een ribgewelf rustend op twee centrale pilaren. Dit gewelf werd gebouwd tussen 1200 en 1240. Aan de westzijde van de kloostergang ligt de kelder. Deze ruimte diende als werk- en opslagplaats voor de wijn, het graan en de olijfolie. Ventilatieschachten moesten verhinderen dat er in de ruimte een te hoge concentratie aan alcoholdampen ontstond.
Aan de buitenzijde van het complex bevindt zich de zaal van de lekenbroeders.

### Belang voor het Modernisme
Deze abdij was in de 20ste eeuw voor architect Le Corbusier een inspiratiebron voor zijn modernistische architectuuropvatting. De gebouwen werden toen zorgvuldig bestudeerd en opgemeten. De architectuur prees men als een organisch geheel conform de idee van een woning als een machine à habiter. Men bewonderde ook de nauwgezette vertaling in steen van het programma van de cisterciënzers en het economisch verantwoord bouwen.
Le Corbusier schreef het volgende over Le Thoronet (in vertaling):

Here every element of the building adds a creative value to the architecture
The architecture is the tireless addition of positive gestures. The overall work and the detail are as one.
Stone is man's friend: the sharpness of its ribs encloses areas like rough skin.
Light and shade are the heralds of this architecture of truth, calm and strenght. There can be nothing else to add.
In an age of raw concrete, such a wonderful encounter along one's path is welcome indeed.

À l'heure du "béton brut", bénie, bienvenue et saluée soit, au cours de la route, une telle admirable rencontre.